# Vassílios Keguéroglou
Vassílios Keguéroglou (en grec moderne : Βασίλειος Κεγκέρογλου), né en 1961 à Arkalochóri en Grèce, est un homme politique grec.

## Biographie
Aux élections législatives grecques de janvier 2015, il est élu député au Parlement grec sur la liste du Mouvement socialiste panhellénique dans la circonscription d'Héraklion.